# Quilombo Capão Verde
O Quilombo Capão Verde, em Poconé, Mato Grosso, foi certificado como comunidade remanescente de quilombo pela Fundação Cultural Palmares.
A comunidade tem com 220 hectares, localiza-se entre as cidades de Cuiabá e Poconé e é constituída de 14 famílias remanescentes de quilombos. Tais famílias se utilizam da terra de maneira coletiva, onde predomina o cultivo destinado a subsistência. Entretanto, como o mesmo não é suficiente, os moradores também realizam serviços aos grandes fazendeiros da região.